# Robert Kronberg
Robert Kronberg (Leif Robert Kronberg; * 15. August 1976 in Göteborg) ist ein schwedischer Hürdenläufer, der sich auf die 110-Meter-Strecke spezialisiert hat.

## Leben
1997 gewann er in der Halle über 60 m seinen ersten nationalen Titel. Weitere Hallentitel folgten von 2000 bis 2005, 2008 und 2009. Im Freien wurde er über 110 m von 1997 bis 2006 zehnmal in Folge schwedischer Meister.
Bei den Leichtathletik-Weltmeisterschaften 1997 in Athen und 1999 in Sevilla schied er jeweils im Viertelfinale aus. Bei den Olympischen Spielen 2000 in Athen schaffte er dann den Sprung ins Finale und wurde Achter. Im Jahr darauf wurde er bei den Weltmeisterschaften in Edmonton Fünfter, und 2002 wurde er Fünfter bei den Halleneuropameisterschaften in Wien und Siebter bei den Europameisterschaften in München.
Während er bei den Hallenweltmeisterschaften 2003 in Birmingham Siebter und 2004 in Budapest Sechster wurde, scheiterte er bei den Weltmeisterschaften 2003 in Paris/Saint-Denis und bei den Olympischen Spielen 2004 in Athen im Halbfinale.
2005 gewann er schließlich bei den Halleneuropameisterschaften in Madrid mit Bronze seine erste Medaille bei einem internationalen Großereignis. Einem Halbfinal-Aus bei den Weltmeisterschaften in Helsinki folgte bei den Europameisterschaften 2006 in Göteborg ein fünfter Platz. Bei den Weltmeisterschaften 2007 in Osaka schaffte er es dann wiederum bis ins Halbfinale.
Robert Kronberg ist 1,81 m groß und wiegt 80 kg. 2006 nahm er zusammen mit der Power-Metal-Band Hammerfall eine Version ihres Stücks The Fire Burns Forever vom Album Threshold auf, die auf der Singleauskopplung Natural High veröffentlicht wurde.

## Persönliche Bestzeiten
- 60 m (Halle): 6,79 s, 7. Februar 2004, Göteborg
- 50 m Hürden (Halle): 6,46 s, 4. März 2001, Sindelfingen
- 60 m Hürden (Halle): 7,54 s, 9. März 2003, Lissabon
- 110 m Hürden: 13,35 s, 4. Juli 2001, Lausanne (schwedischer Rekord)
  - Halle: 13,50 s, 13. Februar 2003, Tampere